# La Bataille d'Anghiari
La Bataille d'Anghiari est une peinture murale réalisée par Léonard de Vinci de 1504 à 1506 sur le mur Est de la salle du Grand Conseil (appelée aujourd'hui salle des Cinq-Cents) du Palazzo Vecchio de Florence. Léonard de Vinci quitta Florence en 1506, laissant l'œuvre inachevée.
Pour la plupart des historiens de l'art, Léonard avait utilisé pour ce travail un procédé nouveau à l'encaustique mais son travail ne se conserva pas, bien que les artistes aient admiré ses cartons préparoires, encore visibles au début du XVIIe siècle. Son pendant, la Bataille de Cascina peinte par Michel-Ange, resta également inachevé. En 1563, Vasari, chargé de la rénovation du Palazzo Vecchio, peignit de nouvelles scènes de bataille sur les murs de la salle des Cinq-Cents.
Léonard de Vinci a laissé plusieurs études préparatoires, mais aucune d’entre elles ne montre l’ensemble de la scène. Plusieurs copies montrent la partie centrale, La Lutte pour l'Étendard. Les reconstructions hypothétiques de l'œuvre ont occupé des historiens d'art depuis le début du XXe siècle.
Un historien a formulé l'hypothèse selon laquelle Vasari aurait pu conserver l'œuvre de Léonard derrière un mur de briques séparé de la paroi précédente par un vide. Les experts de la conservation des œuvres et monuments historiques de Florence ont catégoriquement rejeté cette spéculation en octobre 2020. Des explorations effectuées en 2012 en perçant l'œuvre de Vasari n'avaient produit aucun résultat concluant.

## La commande

### La salle du Grand Conseil
Pierre l’Infortuné, fils de Laurent de Médicis, est chassé de Florence le 9 novembre 1494. Les Médicis avaient remplacé les vieilles institutions républicaines par des assemblées de plus en plus restreintes dont les membres n’étaient plus tirés au sort mais désignés par des accoupleurs choisis parmi leurs partisans. Savonarole prêche désormais un retour à un véritable gouvernement populaire. C’est ainsi que les 23 et 24 décembre 1494, un nouvel organe de gouvernement est mis en place : le Grand Conseil, formé de tous les hommes âgés de plus de vingt-neuf ans dont l'un des ancêtres a été éligible ou élu à l'un des trois offices majeurs. Il est chargé de préparer l’élection des magistrats et d’examiner les lois. Une nouvelle salle est construite à l’intérieur du Palazzo Vecchio pour l’accueillir : la salle du Grand Conseil. Antonio da Sangallo en est l'architecte. Il est nommé le 23 mai 1495. Francesco Monciatto et Simone del Pollaiolo dit il Cronaca l'assistent. Le 24 mai 1498, une fois la construction en elle-même achevée, Antonio da Sangallo est remplacé par Baccio d'Agnolo qui exécute une grande partie des boiseries.

### La décoration de la salle
Après la mort de Savonarole en 1498, la Seigneurie de Florence lance en 1503 un programme de décoration pour la salle du Grand Conseil. Il s’agit de rivaliser avec le mécénat des Médicis et de renforcer la confiance identitaire de la jeune république. Il est prévu de représenter deux victoires majeures de l'histoire florentine récente, la bataille d'Anghiari contre les Milanais et celle de Cascina contre les Pisans. Le choix des artistes, qui reflète l'importance de la commande, se porte sur Léonard de Vinci et le jeune Michel-Ange. Ni l'un ni l'autre ne mèneront leur tâche à terme, et leurs projets ne sont connus que de façon indirecte, par les textes, copies ou esquisses qui nous sont parvenus.
Vinci reçoit commande de la bataille d'Anghiari à l’automne 1503. Étant au service de César Borgia, il revient à Florence et s'attelle aussitôt à la tâche. Le 24 octobre 1503, on lui remet les clés de la salle du Pape, à l’intérieur du cloître de Santa Maria Novella, où il installe son atelier. Le 28 février 1504, on lui livre la structure de bois qui doit servir d’échafaudage et des draps pour voiler les fenêtres de la salle (per impannare finestre). L'éclairage de l'immense salle du Palazzo Vecchio est si mauvais qu'il faut percer au moins quatre fenêtres supplémentaires dans le mur qui fait face à celui destiné aux peintures, ce qu'atteste une pièce comptable du 30 juin 1504.
Le 4 mai 1504, le Grand Conseil lui accorde une avance de 35 florins et un salaire mensuel de 15 florins, à condition de présenter le carton fini ou d'entreprendre la réalisation de la peinture avant février 1505. Une alternative est cependant offerte à Léonard de Vinci : s’il commence à transférer une partie de la composition au mur (sans même en avoir achevé le carton), son contrat sera automatiquement renouvelé. La construction d'un tout nouveau système d'échafaudage mobile fait déduire que le peintre choisit la seconde solution.
Vinci envisage de débuter par la mise en place globale de la composition pour ensuite peindre les détails. Pour ce faire il doit, comme pour La Cène, expérimenter une autre technique de peinture que celle de la fresque qui l'aurait contraint à peindre par sections. Le 30 avril 1505, des dépenses additionnelles pour l'ouvrage sont attestées, en particulier pour les assistants de Léonard de Vinci, Raffaelo d’Antonio di Biagio, Ferrando Spagnolo (identifié au peintre espagnol Fernando Llanos) et Tomaso di Giovanni, qui « broie les couleurs » pour Fernando.

### Le sujet
La commande de peinture de bataille suit une tradition bien développée au XVe siècle dans l'Italie où s'affrontent depuis deux siècles les cités et leurs condottieres, les papes, les rois de France et les empereurs germaniques.
La bataille d'Anghiari opposa les Milanais et les Florentins (vainqueurs) le 29 juin 1440 près d'Anghiari en Toscane. Les chroniqueurs comme Machiavel ont minimisé l'importance militaire de la bataille, mais elle fut l'épisode final d'une guerre qui assura l'indépendance de Florence. Comme pour La Cène, il semble que Vinci ait élaboré la composition à partir de sources écrites. Il choisit pour la partie centrale de la composition un épisode de la chronique de la bataille, celui du combat mené par quelques cavaliers florentins pour s'emparer d'un étendard milanais. Si la répartition des personnages du groupe principal est relativement bien connue, les connaissances actuelles ne permettent pas d'affirmer avec certitude à quoi ressemblait le reste du tableau.
La scène centrale se prête à montrer la cruauté du corps à corps des combattants tout en offrant une lecture aisée puisqu'un nombre restreint de figures est impliqué. En cela, le peintre applique les préceptes qu'il prône dans son Traité de peinture : "Les scènes peintes ne doivent pas être alourdies ni rendues confuses par des figures en trop grand nombre." Par ailleurs, le public comprend que la lutte pour les étendards est la scène-clé d'une bataille : les posséder ou les perdre décide symboliquement de la victoire ou de la défaite. Pour augmenter l'effet dramatique de l'action, les chefs de guerre de chaque camp y participaient. D'après les sources, Ludovic Scarampo et Piergiampaolo Orsini menaient les Florentins, et Niccolo et Francesco Piccinino commandaient les troupes milanaises. Le cavalier qui est décrit par Vasari comme « un vieux guerrier, coiffé d’un béret rouge » représente probablement le condottiere Niccolò Piccinino.
Alors que Michel-Ange, pour sa part de la commande, renoue avec la tradition de la nudité héroïque antique, profitant de l'anecdote de la bataille de Cascina où les troupes florentines, finalement victorieuses, furent surprises alors qu'elle se baignaient dans l'Arno, Léonard poursuit la tradition de représentation des combats de cavalerie qu'avait illustrée au milieu du siècle précédent leur compatriote Paolo Ucello, en la transformant par l'expression de l'action violente de la bataille, notamment dans la représentation des chevaux, le conflit dans l'axe perpendiculaire au tableau et l'incorporation de ses études de visage hors des canons de la beauté antique, dont l'expression contribue au drame.

### L’exécution de la peinture

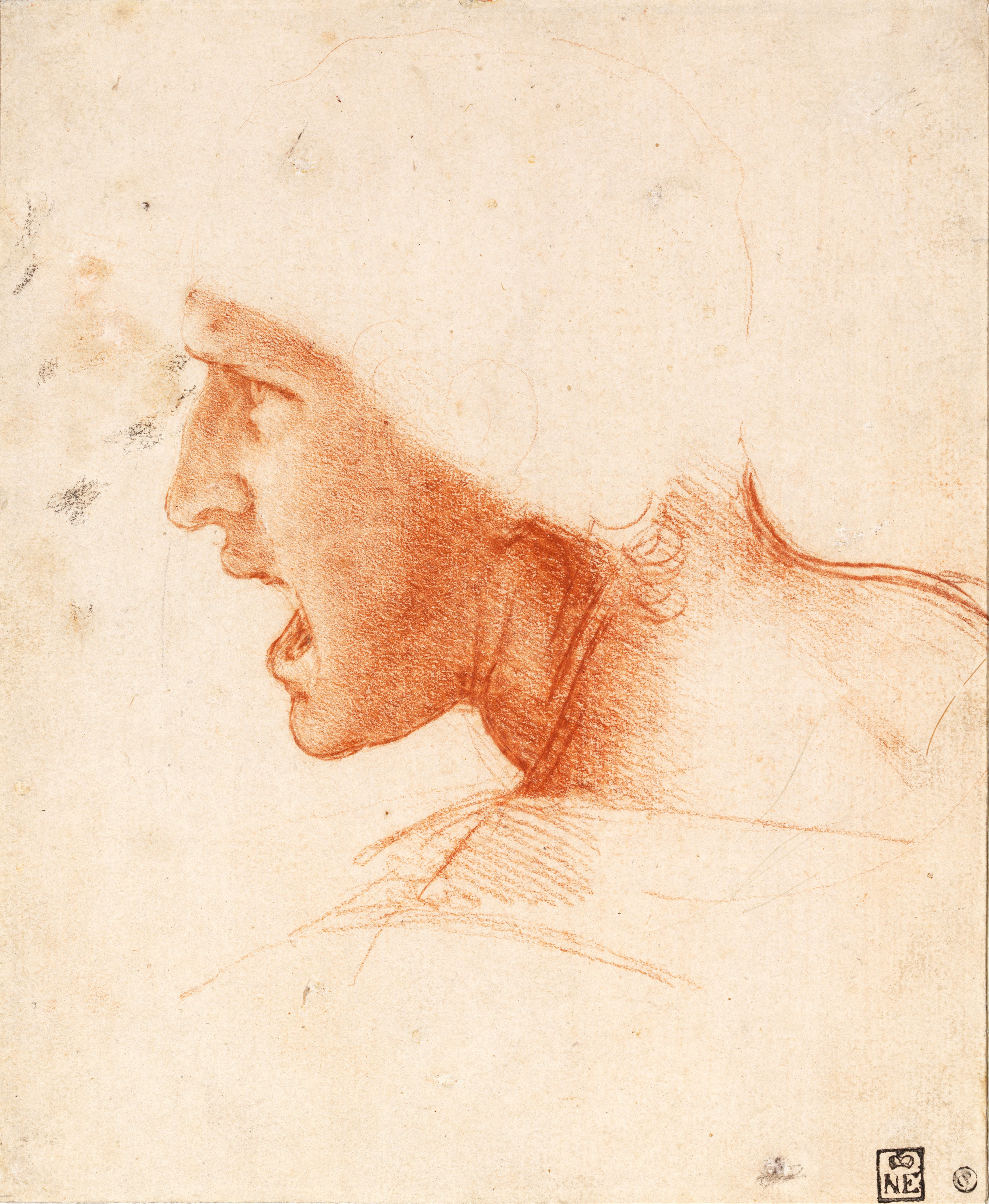
Étude de Léonard de Vinci pour un des personnages de la Lutte pour l'Étendard

Léonard de Vinci commence à peindre La Bataille d’Anghiari le 6 juin 1505 sous un mauvais augure, comme il l‘écrit lui-même dans une note du Codex Madrid II : « ce 6e jour de juin 1505, vendredi, sur le coup de la treizième heure, j’ai commencé à peindre au Palazzo. Au moment où [j’] ai appliqué la brosse, le temps est devenu mauvais, et la cloche a sonné pour appeler les hommes à se réunir. Le carton s’est déchiré, l’eau s’est renversée et le vase qui la contenait s’est brisé ».
On livre encore des fournitures à Léonard de Vinci le 31 octobre 1505. Il s’agit de 60 livres de plâtre destinées à servir d‘enduit pour le mur (60 di gesse da murare). Le 30 mai 1506, il obtient l’autorisation de quitter Florence pour Milan. Il laisse l'œuvre inachevée mais il s’engage à être de retour dans les trois mois, et à payer, dans le cas contraire, la somme de 150 florins. Léonard de Vinci ne remplit pas cependant ses obligations puisque, le 28 août, Piero Soderini écrit à Geoffroy Carles, vice-chancelier de Milan : « s’il doit rester encore plus longtemps chez vous, qu’il nous rende l’argent que nous lui avons donné pour le travail, qu’il n’a d’ailleurs pas commencé, ainsi nous serons satisfait ; pour cela nous nous en remettons à lui ». Le 9 octobre 1506, Piero Soderini se plaint encore à Geoffroy Carles de Léonard de Vinci : « Il a pris une bonne somme d’argent et n’a fait qu’un tout petit commencement d'une grande œuvre (uno piccolo principe a una opera grande) ». Le 14 janvier 1507, c’est le roi de France lui-même qui avertit Piero Soderini qu’il a besoin de Léonard de Vinci et « que nous entendons de luy faire fer quelque ouuraige de sa main ». Selon Vasari, Léonard s’arrangea pour réunir la somme demandée par la seigneurie de Florence, mais Piero Soderini la refusa.
Le carton de Michel-Ange pour La Bataille de Cascina fut exposé dans la salle des Papes de Santa Maria Novella et celui de Léonard de Vinci pour La Bataille d’Anghiari au palais des Médicis (l’actuel palais Medici-Riccardi). Benvenuto Cellini les évoque dans ses mémoires : « Tant qu’ils restèrent entiers, ils furent l’école du monde. »

### L'abandon et la destruction
Daniel Arasse remarque que les habitudes de travail de Léonard de Vinci, faisant progresser plusieurs projets à la fois, l'empêchaient de se plier à la discipline de la peinture à la fresque, où la surface murale préparée doit être peinte avant d'être sèche. Aussi bien, l'effet de sfumato qu'il recherchait pour sa peinture, ne s'obtient qu'avec l'huile.
La plupart des biographes de Léonard de Vinci s'accordent pour considérer que l'échec d'une innovation technique conduisit Léonard de Vinci à abandonner l'ouvrage. C'est ce qu'explique le tout premier d'entre eux dans le Libro di Antonio Billi, manuscrit rédigé vers 1518 : « [Léonard de Vinci] avait emprunté à Pline la recette des couleurs qu’il employa, mais sans l‘avoir parfaitement comprise. Il l'expérimenta pour la première fois dans la salle des Papes où il travaillait ; il fit devant le mur un grand feu de charbon qui devait par sa chaleur sécher la matière. Puis, lorsqu’il commença de peindre dans la salle du Conseil, il apparut que le feu séchait et consolidait la partie inférieure de la fresque, mais qu’il ne pouvait, en raison de la distance qui l’en séparait, atteindre à la partie supérieure, où, n’étant pas fixées, les couleurs se mirent à couler[réf. souhaitée] ». Selon Vasari, « le carton terminé, Léonard se disposa à l'exécuter sur le mur. Il voulait le peindre à l'huile, et imagina une préparation si épaisse pour servir de dessous, qu’elle vint à couler et à gâter ce qu'il avait commencé ; ce qui lui fit abandonner le tout ». La peinture murale, inachevée comme son pendant, La Bataille de Cascina de Michel-Ange, fut effacée pour faire place à un ensemble de scènes de batailles de Vasari commandé par les Médicis.
En 1510, Albertini, dans une sorte de guide consacré à Florence signale « les chevaux de Léonard » au Palazzo Vecchio  ». En 1513, la Seigneurie met en place une palissade qui doit protéger le travail de Léonard. Paolo Giovio, dans sa vie de Léonard de Vinci, rédigée vers 1525, remarque avec finesse « dans la salle du Conseil de la Seigneurie de Florence une bataille et victoire sur les Pisans magnifique mais malheureusement incomplète à cause d'un défaut de l'enduit qui rejetait avec une singulière obstination les couleurs mélangées à l'huile de noix. Mais le regret des dégâts inattendus semble avoir extraordinairement accru la fascination de l'œuvre interrompue ». En 1549, la partie centrale est toujours visible puisque Anton Francesco Doni note dans un guide dédié à Alberto Lollio : « quand tu auras gravi l’escalier qui monte à la Grande salle, regarde bien un groupe de chevaux qui te semblera une grande chose ».
La salle est entièrement rénovée par Vasari, à la demande de Cosme Ier de Médicis. En 1563, il peint six scènes de bataille sur les murs ouest et est, recouvrant ainsi les dernières traces de La Lutte pour l‘Étendard.

## Les traces de l'œuvre de Léonard

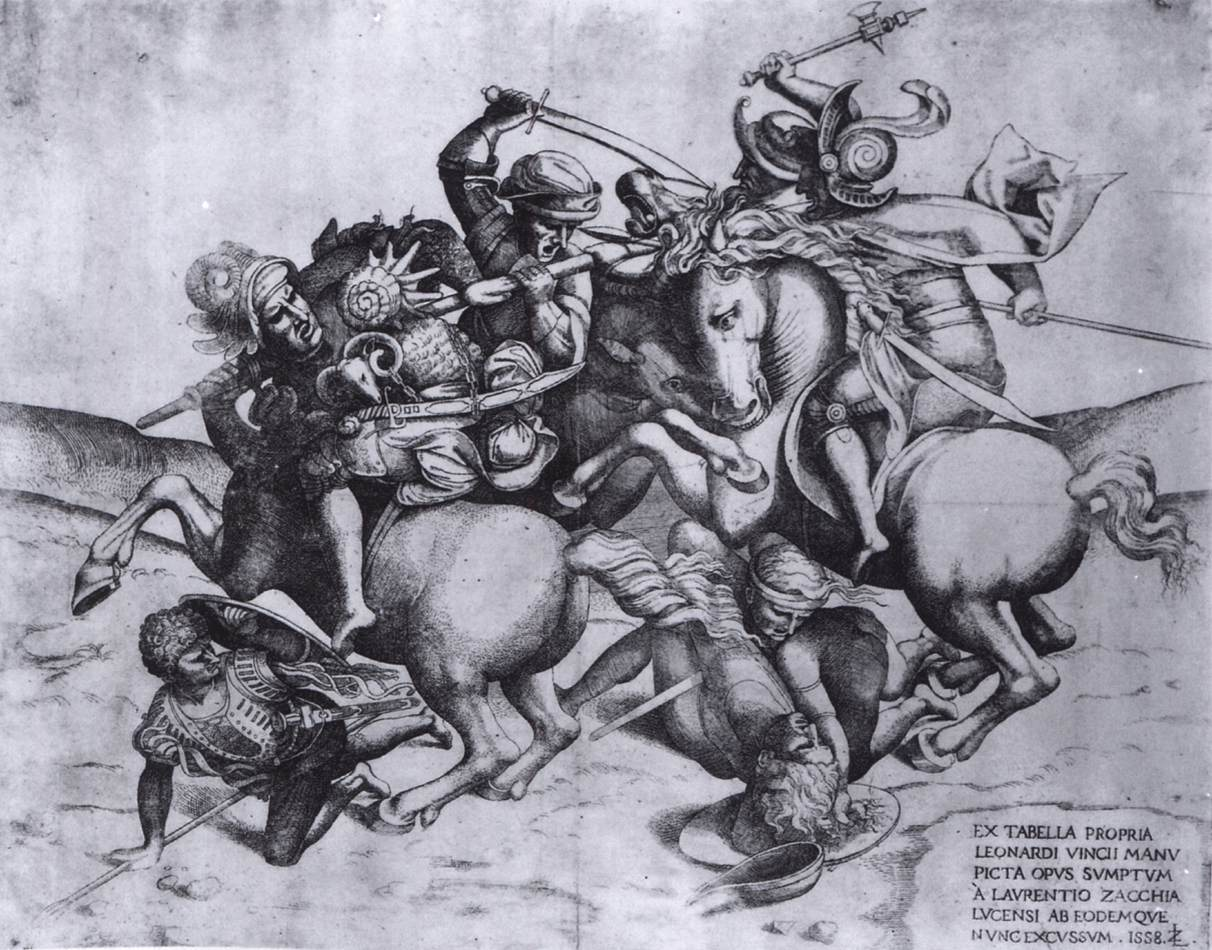
Gravure de la copie de la Tavola Doria réalisée par Zacchia en 1558 (Albertina, Vienne).

Léonard de Vinci a laissé plusieurs études préparatoires, mais aucune d’entre elles ne montre l’ensemble de la scène. On connaît mieux la partie centrale, la Lutte pour l'Étendard, par des copies comme la Tavola Doria, par la gravure de 1558 due à Lorenzo Zacchia le jeune. Les fragments connus de l'œuvre correspondent à une description de tableau de bataille laissée par Léonard de Vinci dans le manuscrit H de l'Institut de France.
La fascination pour l'œuvre accidentée, notée par Paolo Giovio, ne s'est pas démentie après sa destruction, et on ne compte pas les tentatives de reconstruction, littéraires ou graphiques.
La réinterprétation qu'en fit plus tard Pierre Paul Rubens dans un dessin conservé au musée du Louvre a fait en 2001 l'objet d'une expertise visant à identifier les diverses mains ayant abouti au dessin que l'on connaît.

## La théorie de la conservation
Pour l’historien de l’art Carlo Pedretti, Vasari aurait été victime d'un dilemme : exécuter rapidement la commande des Médicis ou sauver coûte que coûte le chef-d'œuvre d'un maître qu'il admirait par-dessus tout. Il aurait résolu ce dilemme en faisant monter un second mur de briques devant la peinture de Léonard de Vinci (déjà peinte sur un mur de briques) en laissant un espace de quelques centimètres entre les deux murs. Vasari montra en 1570 son respect pour les grands maîtres de la Renaissance. Il fut chargé de peindre une Madone du Rosaire, en l'église Santa Maria Novella de Florence, à l’emplacement même où Masaccio avait peint sa fresque de la Trinité. Vasari refusa de détruire l'œuvre de Masaccio et se contenta de la dissimuler derrière sa propre peinture. Il pourrait avoir agi de la même façon pour l'œuvre de Léonard de Vinci.
En 1975, Pedretti, assisté de l’ingénieur Maurizio Seracini, mène une première campagne de recherches pour retrouver l’emplacement de la peinture de Léonard de Vinci. Seracini, qui a entretemps fondé la société Editech, poursuit ses recherches. Il utilise pour ce faire des technologies modernes : échographie, radar, endoscope, etc.). Il interprète une inscription, Cerca  trova (« Qui cherche trouve ») sur une des peintures de Vasari (La Bataille de Marciano) comme indice laissé par Vasari désignant l’emplacement de l'œuvre disparue de Léonard de Vinci. Sa conviction est renforcée lorsqu'il découvre la date de 1553 sur une copie de la Lutte pour l'Étendard conservée à la Galerie des Offices de Florence. Il en déduit qu'à cette date (seulement 10 ans avant que Vasari se charge de la transformation du Palazzo Vecchio), l'œuvre de Léonard de Vinci était toujours visible et, si l'on en juge par cette copie, encore en bon état. La thèse de Maurizio Seracini part du principe que la copie des Offices aurait été réalisée d’après la peinture elle-même. Il existait cependant d'autres sources pour un copiste : le carton préparatoire, l’essai réalisé par Léonard de Vinci pour expérimenter le procédé technique tiré de Pline, ainsi que les autres copies existantes.
Alessandro Vezzosi, directeur du musée d'art Leonardo da Vinci de Florence, favorable à la thèse de la conservation, déclare en mai 2005 : « Nous pouvons voir dans les écrits de Vasari qu’il considérait vraiment Léonard comme très important… et qu'il a déjà utilisé des techniques similaires pour protéger d'autres chefs-d'œuvre, victimes toutes désignées de l'égoïsme des grands ».
Poursuivant le débat qui oppose historiens de l’art et historiens, Alfonso Musci et Alessandro Savorelli publient en décembre 2012 un article dans le journal de l’institut italien d’étude sur la Renaissance qui conteste l’hypothèse de Maurizio Seracini à propos de la devise apparaissant dans l’œuvre murale de Vasari.
À partir des mots « CERCA  TROVA », ces derniers ont ainsi choisi de replacer l’ensemble de ces hypothèses à la lumière des événements qui se sont déroulés durant la bataille de Scannagallo (1554). À cet égard, les écrits de Bernardo Segni, Antonio Ramirez de Montalvo ou bien encore Domenico Moreni, deux siècles plus tard, sont autant de sources à même de nous permettre une bonne compréhension de tous les aspects de cette bataille. En effet, ces travaux regroupent des descriptions détaillées des symboles anti-médicéens présents à Marciano della Chiana. Et, parmi ceux-ci, on retrouve notamment huit étendards verts comportant les vers de Dante « Libertà va cercando, ch'è sì cara come sa chi per lei vita rifiuta » (Purgatorio, vv. 70-72) et l’ancien blason « Libertas » brodés en or. Ces étendards, cadeau du roi de France Henri II aux troupes des exilés florentins, auraient dû en toute logique devenir le butin des vainqueurs après la défaite des républicains et des troupes françaises. Remis au grand-duc Cosme Ier, ils avaient alors vocation à être exposés dans la nef centrale de la basilique San Lorenzo. Malheureusement toute trace de leur destinée est aujourd’hui perdue.
L’analyse du thème « florentina libertas » du XVIe siècle dans le cycle de peinture imaginé par le grand-duc Cosme Ier et Vincenzo Borghini pour le Salone dei Cinquecento, amène ainsi Musci et Savorelli à suggérer que la fameuse devise « Cerca  trova » était une véritable allusion aux vers de Dante, et par là même au destin malheureux des Républicains (« cherchant la liberté et trouvant la mort »). Cette nouvelle approche conteste l’interprétation de Seracini selon laquelle l’étendard vert serait un indice laissé volontairement par Vasari afin de révéler l’emplacement de l’œuvre laissée par Léonard de Vinci à la ville de Florence.

### L'annonce de la découverte de laBataille
Le 12 mars 2012, Maurizio Seracini, un spécialiste indépendant d'expertise artistique, qui dirige depuis une dizaine d'années une équipe recherchant la Bataille de Léonard de Vinci, a déclaré dans un communiqué l'avoir retrouvée sous la peinture de Vasari. Ils ont percé cette dernière afin d'y introduire des micro-caméras et des sondes endoscopiques et ont découvert ce qui pourrait être l'œuvre disparue. Seracini précise cependant que ses découvertes n'apportaient pas une « réponse définitive » et que d'autres analyses chimiques étaient encore nécessaires. Le protocole et les annonces de Seracini sont mis en cause par une partie de la presse et des historiens de l'art italiens et internationaux, en ce qu'ils détériorent une œuvre existante, à grand frais et à grand bruit, au bénéfice d'une hypothèse romanesque.

### L'annonce de la non existence de laBataille
Le 7 octobre 2020, Cecilia Frosinini, expert de Léonard de Vinci, directrice du département de restauration des peintures murales de l'Opificio delle pietre dure à Florence assure que « Il n'y a pas de Bataille d'Anghiari sous la peinture de Vasari dans le Salone dei Cinquecento au Palazzo Vecchio ».
« Non seulement nous n'avons pas la fresque, mais nous n'avons même plus la grande salle du Palazzo Vecchio telle que Léonard l'avait connue », a déclaré Cinzia Maria Sicca Bursill-Hall. Les archives témoignent que des transformations ont eu lieu pendant la première moitié du XVIe siècle avec des démolitions et des reconstructions d'une telle ampleur qu'aucune trace du chef-d'œuvre n'a pu subsister. La Grande Salle est devenue pendant quelques années un quartier militaire avec la construction de cheminées près des murs d'enceinte.

### Copies, reconstitutions et reconstructions imaginaires
- Salvador Dali a copié Rubens qui a copié Léonard[26].
- Une gravure datant de 1834 de Pierre Nolasque Bergeret présente le supposé carton de la bataille d'Anghiari dans son entièreté. Est inscrit dans un cartel dessous la gravure :

"Le célèbre carton de Léonard de Vinci en concurrence avec Michel-Ange, elle représente la bataille d'Anghiari, ou la défaite du général Piccolomini, la composition de cet ouvrage célèbre dans l'histoire de l'art n'était pas connue en entier. Cette lithographie a été calquée sur un dessin de Léonard de Vinci qui est dans le porte-feuille de M. Bergeret." 

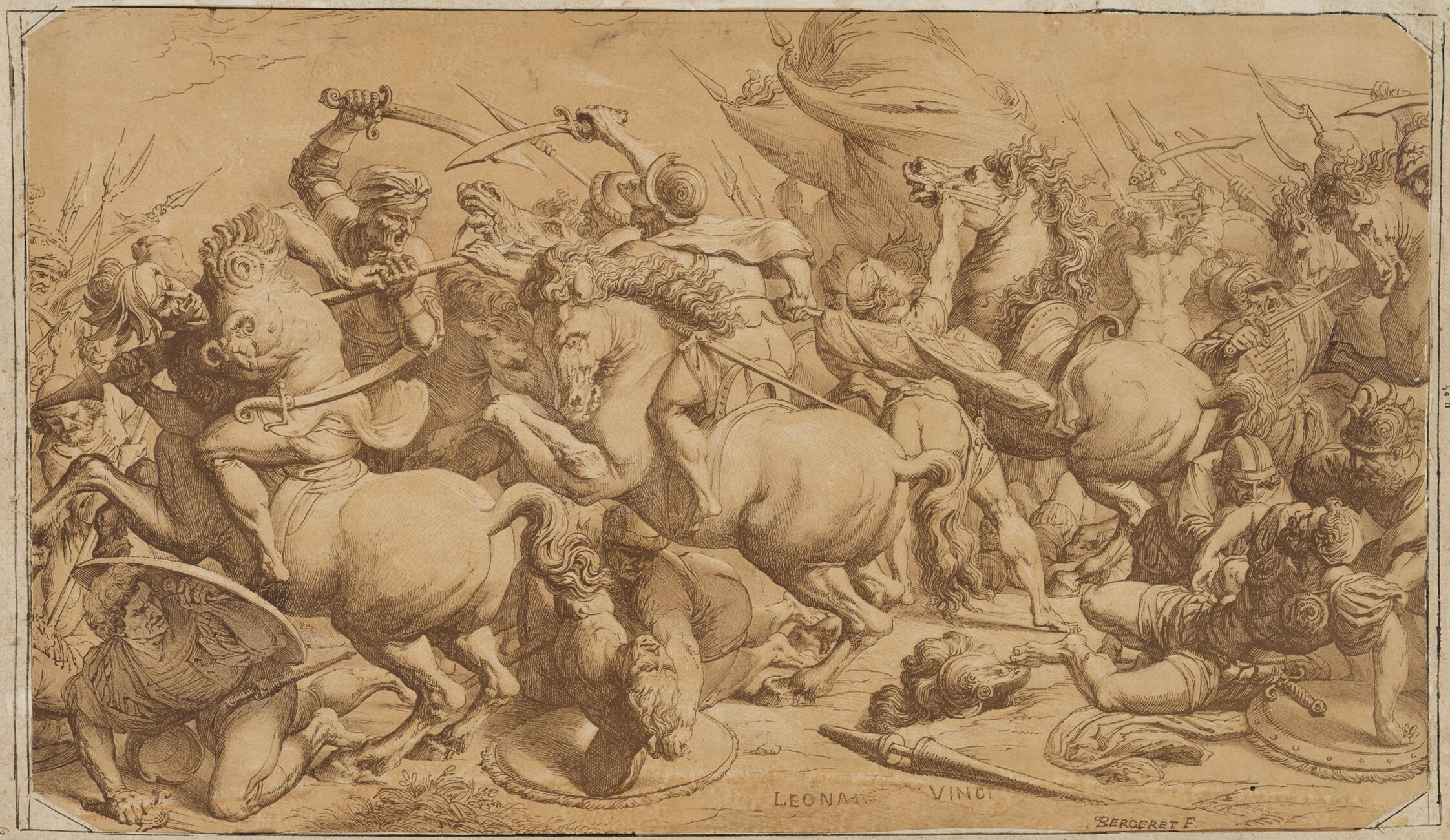
Lithographie de Bergeret d'après un dessin anonyme représentant La Bataille d'Anghiari, d'après Léonard de Vinci, 24.6 × 42.3 cm. Impr. François Villain. Don de Dominique H. Vasseur (Oberlin, Ohio) aux Musées d'Art de Harvard en l'honneur de Marjorie B. Cohn, 2023